# Амосово (Тверская область)
Амосово — деревня в Андреапольском районе Тверской области. Входит в состав Луговского сельского поселения.

## География
Деревня расположена в 18 километрах на северо-восток от районного центра — города Андреаполя. Приблизительно в километре на юго-восток находится деревня Анихоново, в двух километрах на юго-запад — деревня Величково, примерно в 2,5 километрах на северо-запад — деревня Захарино.

## Население
| 2002 | 2010 |
| ---- | ---- |
| 16   | ↘8   |